# Skrillex and Diplo present Jack Ü
Skrillex and Diplo present Jack Ü es el álbum debut del dúo de dance Jack Ü, conocidos individualmente como Skrillex y Diplo. Fue lanzado el 27 de febrero de 2015 por OWSLA y Mad Decent, las respectivas compañías discográficas de Skrillex y Diplo. El álbum tiene influencias de dance  y trap, lleno de colaboraciones con varios artistas incluyendo a Kiesza, AlunaGeorge, 2 Chainz, Missy Elliott, Justin Bieber y el productor de dubstep Snails. También cuenta con el artista trinitense de soca, Bunji Garlin. El álbum produjo el exitoso sencillo internacionalmente conocido como "Where Are Ü Now", con Justin Bieber.
El álbum ganó el premio Grammy al Mejor Álbum de Dance/Electrónica y ""Where Are Ü Now"" ganó el premio Grammy a la Mejor Grabación Dance del Año en la 58,ª Entrega Anual del Grammy.

## Sencillos
"Take Ü There", con Kiesza fue lanzado como el primer sencillo del álbum el 4 de octubre de 2014, alcanzando el número dieciséis en la UK Dance Chart. "Where Are Ü Now" fue lanzado como el segundo sencillo oficial simultáneamente con el álbum el 27 de febrero de 2015. La canción es una colaboración con el músico canadiense Justin Bieber y la cantante estadounidense Zendaya  . La pista ha alcanzado hasta ahora el número 8 en el Billboard Hot 100 y el número 3 en la lista de singles del Reino Unido, convirtiéndose en el mayor éxito del dúo en ambas listas hasta el momento. Por otra parte, la canción alcanzó el número tres en Australia, en la actualidad la posición más alta del sencillo en todo el mundo. La canción fue un gran éxito en toda Europa, llegó a los diez primeros lugares en Suecia y Finlandia, así como la parte superior de los veinte de Noruega, República Checa, Dinamarca y Eslovaquia. También ha alcanzado algunas posiciones en el país nata de Bieber, Canadá, alcanzando el número 6. Aunque no fue lanzado como un sencillo oficial, "To U" fue agregado a la Lista de reproducción de la BBC Radio 1Xtra C-, el 23 de marzo de 2015.

## Recepción de la crítica
El álbum recibió críticas generalmente positivas.

## Lista de Sencillos
| Skrillex and Diplo Present Jack Ü — Edición Estándar |                                                    |          |  |
| N.º                                                  | Título                                             | Duración |  |
| 1.                                                   | «Don't Do Drugs Just Take Some Jack Ü»             | 2:05     |  |
| 2.                                                   | «Beats Knockin» (featuring Fly Boi Keno)           | 2:53     |  |
| 3.                                                   | «Take Ü There» (featuring Kiesza)                  | 3:30     |  |
| 4.                                                   | «Febreze» (featuring 2 Chainz)                     | 3:34     |  |
| 5.                                                   | «To Ü» (featuring AlunaGeorge)                     | 3:57     |  |
| 6.                                                   | «Jungle Bae» (featuring Bunji Garlin and MX Prime) | 3:28     |  |
| 7.                                                   | «Mind» (featuring Kai)                             | 4:02     |  |
| 8.                                                   | «Holla Out» (featuring Snails and Taranchyla)      | 4:16     |  |
| 9.                                                   | «Where Are Ü Now» (con Justin Bieber)              | 4:10     |  |

| Skrillex and Diplo Present Jack Ü – bonus track |                                                         |          |  |
| N.º                                             | Título                                                  | Duración |  |
| 10.                                             | «Take Ü There» (featuring Kiesza) (Missy Elliott Remix) | 3:30     |  |

| Skrillex and Diplo Present Jack U – Edición Japonesa con Canciones Extras |                                                         |          |  |
| N.º                                                                       | Título                                                  | Duración |  |
| 10.                                                                       | «Take Ü There» (featuring Kiesza) (Missy Elliott Remix) | 3:30     |  |
| 11.                                                                       | «Take Ü There» (featuring Kiesza) (Zeds Dead Remix)     | 4:08     |  |
| 12.                                                                       | «Take Ü There» (featuring Kiesza) (Tujamo Remix)        | 4:31     |  |

Créditos de los samples
- "Holla Out" usa un sample de "Train Sequence" por Geoffrey Sumner. También cuenta con extracto de la pista inédita "Pop Then I Did It" de Skrillex.[16]

## Commercial performance
El álbum entró en el Billboard 200 en el número 26, vendiendo 14,000 copias en su primera semana de estreno.

## Listas
| Lista (2015)                           | Mejor posición |
| -------------------------------------- | -------------- |
| Australian Albums (ARIA)               | 12             |
| Australian Dance Albums (ARIA)         | 1              |
| Belgium Albums (Ultratop Flanders)     | 78             |
| Canadá (Billboard Canadian Albums)     | 23             |
| Danish Albums (Hitlisten)              | 10             |
| Dutch Albums (MegaCharts)              | 83             |
| Finlandia (Suomen Virallinen Lista)    | 33             |
| Hungría (MAHASZ)                       | 25             |
| New Zealand Albums (Recorded Music NZ) | 15             |
| Norwegian Albums (VG-lista)            | 11             |
| Swedish Albums (Sverigetopplistan)     | 21             |
| UK Albums (OCC)                        | 131            |
| Reino Unido (UK Dance Albums)          | 12             |
| Estados Unidos (Billboard 200)         | 26             |

| Lista (2015)                               | Mejor posición |
| ------------------------------------------ | -------------- |
| US Billboard 200                           | 64             |
| US Top Dance/Electronic Albums (Billboard) | 5              |

## Fecha de Lanzamiento
| País          | Fecha                 | Formato          | Discográfica | Ref.   |
| ------------- | --------------------- | ---------------- | ------------ | ------ |
| Todo El Mundo | 27 de febrero de 2015 | Descarga digital | Atlantic     | [ 34 ] |
| Todo El Mundo | 2 de junio de 2015    | CD               | Atlantic     | [ 34 ] |